# G+J España
GyJ España pertenece al primer grupo de comunicación de Europa y al de mayor presencia en todo el mundo: el Grupo Bertelsmann, matriz de Gruner+Jahr. En 2018, GyJ España pasó a denominarse Zinet Media Global 
Con más de 30 años de experiencia en el mercado editorial nacional, GyJ España cuenta con marcas y revistas sólidas y de gran calidad, títulos emblemáticos que en su día abrieron segmentos de mercado y que siguen siendo líderes: 
- MARIE CLAIRE: ofrece cada mes a sus lectoras reportajes acerca de los retos de las mujeres en el mundo y en España, artículos y noticias sobre cultura y ocio, entrevistas exclusivas, opiniones de prestigio y un amplio despliegue sobre tendencias, belleza y bienestar.

- MÍA y ESPECIALES MÍA (COCINA MÍA, HORÓSCOPO MÍA, BELLEZA MÍA, EL LIBRO DE LA ASTROLOGÍA MÍA y YO COCINO FÁCIL): MÍA acompaña cada semana a sus lectoras con páginas cargadas de información práctica, cercana, rigurosa, positiva y amena, sobre una gran variedad de temas, que van desde la belleza hasta la economía doméstica.

- MUY INTERESANTE: es la revista española con más lectores y la tercera en difusión. Centrada en divulgar lo nuevo, lo desconocido y lo sorprendente, MUY INTERESANTE lleva décadas acercando la ciencia a todos los públicos y convirtiendo lo complejo en algo sencillo. Disponible para iPad y con más de un millón de seguidores en Twitter.

- MUY HISTORIA: Antes de periodicidad bimestral, desde 2014 mensual, es un viaje en el tiempo al estilo MUY INTERESANTE, es decir, ameno, divertido, riguroso, crítico y para todos los públicos, con un diseño que convierte la lectura en una experiencia ágil e impactante.

- SER PADRES: líder en su segmento y con 30 años de vida, SER PADRES es la cabecera de referencia para los hombres y las mujeres que se han embarcado en la hermosa aventura de tener hijos. Cuenta con el respaldo de prestigiosos especialistas y aporta información exhaustiva, fiable y positiva, algo esencial en una etapa que implica un cambio en las prioridades y los hábitos de consumo de las familias.

Hoy GyJ España vende más de 14,8 millones de revistas al año y tiene más de 5 millones de lectores al mes. Además, cuenta con los siguientes medios digitales: 
- Miarevista.es

- Marie-claire.es

- Muyinteresante.com

- Serpadres.es